# Championnat d'Europe de Formule 3 2012
Navigation
1984 2013
Le Championnat d'Europe de Formule 3 2012 est la onzième saison du Championnat d'Europe de Formule 3 FIA, qui fait son grand retour en remplacement du Trophée international de Formule 3 de la FIA.
Le championnat se dispute sur des courses jumelées avec la Formule 3 Euro Series (toutes les épreuves) et le Championnat de Grande-Bretagne de Formule 3 (sur trois épreuves, dont la spéciale du Grand Prix de Pau).

## Repères de début de saison
Ce championnat fait son retour avec une toute nouvelle version. L'objectif du championnat est de faire renaitre une compétition internationale de Formule 3 après l'échec du Trophée international et le manque d'intérêt du calendrier de la Formule 3 Euro Series (principalement disputé en Allemagne, et qui ne joue plus son rôle de championnat européen).
Les règlements techniques et sportifs de l'année précédente sont conservés.
Distribution des points
| Position | 1er | 2e | 3e | 4e | 5e | 6e | 7e | 8e | 9e | 10e |
| -------- | --- | -- | -- | -- | -- | -- | -- | -- | -- | --- |
| Points   | 25  | 18 | 15 | 12 | 10 | 8  | 6  | 4  | 2  | 1   |

Le système de points en 2012 est le système universel FIA, c'est le même qu'en Formule 1. Il est appliqué sur les deux courses.
Titres et récompenses
- Le premier du championnat reçoit le titre de Champion d'Europe de Formule 3 et gagne un essai en Formule 1 avec la Scuderia Ferrari et un essai en Formule 2.
- Le deuxième du championnat gagne un essai en DTM et un essai en Formule 2.
- Le troisième du championnat gagne un essai en Formule 2.

## Pilotes et monoplaces
Les numéros affichées ici sont les numéros des courses de F3 Euro Series. Passez le curseur sur les numéros pour voir les autres numéros attribués.
| Equipe                                            | Voiture                        | No. | Pilote                 | Manches      |
| ------------------------------------------------- | ------------------------------ | --- | ---------------------- | ------------ |
| Prema Powerteam                                   | Dallara F312 Mercedes-Benz/HWA | 1   | Daniel Juncadella      | toutes       |
| Prema Powerteam                                   | Dallara F312 Mercedes-Benz/HWA | 2   | Sven Müller            | toutes       |
| Prema Powerteam                                   | Dallara F312 Mercedes-Benz/HWA | 14  | Michael Lewis          | toutes       |
| Prema Powerteam                                   | Dallara F312 Mercedes-Benz/HWA | 15  | Raffaele Marciello     | toutes       |
| Mücke Motorsport                                  | Dallara F312 Mercedes-Benz/HWA | 5   | Felix Rosenqvist       | toutes       |
| Mücke Motorsport                                  | Dallara F312 Mercedes-Benz/HWA | 6   | Pascal Wehrlein        | toutes       |
| Jo Zeller Racing                                  | Dallara F312 Mercedes-Benz/HWA | 8   | Andrea Roda            | toutes       |
| URD Rennsport                                     | Dallara F312 Mercedes-Benz/HWA | 9   | Lucas Wolf             | 1,3-10       |
| GU-Racing                                         | Dallara F312 Mercedes-Benz/HWA | 10  | Philip Ellis           | 1,4-5        |
| Carlin                                            | Dallara F312 Volkswagen/Spiess | 11  | William Buller         | 1, 3–5, 7–10 |
| Carlin                                            | Dallara F312 Volkswagen/Spiess | 12  | Carlos Sainz Jr.       | toutes       |
| ma-con Motorsport                                 | Dallara F312 Volkswagen/Spiess | 16  | Tom Blomqvist          | toutes       |
| ma-con Motorsport                                 | Dallara F312 Volkswagen/Spiess | 17  | Emil Bernstorff        | toutes       |
| Angola Racing Team                                | Dallara F312 Mercedes-Benz/HWA | 23  | Luís Sá Silva          | 1, 3–10      |
| Engagés non inscrits au classement du championnat |                                |     |                        |              |
| Jo Zeller Racing                                  | Dallara F312 Mercedes-Benz/HWA | 7   | Sandro Zeller          | toutes       |
| Carlin                                            | Dallara F312 Volkswagen/Spiess | 30  | Harry Tincknell        | 2–3, 5–6     |
| Carlin                                            | Dallara F312 Volkswagen/Spiess | 34  | Jazeman Jaafar         | 2–7          |
| Carlin                                            | Dallara F312 Volkswagen/Spiess | 39  | Jack Harvey            | 2, 5–6       |
| Carlin                                            | Dallara F312 Volkswagen/Spiess | 40  | Pietro Fantin          | 2, 5–6       |
| Carlin                                            | Dallara F312 Volkswagen/Spiess | 44  | Felipe Nasr            | 10           |
| Carlin                                            | Dallara F312 Volkswagen/Spiess | 71  | Richard Bradley        | 6            |
| Fortec Motorsports                                | Dallara F312 Mercedes-Benz/HWA | 31  | Hannes van Asseldonk   | 1–2, 5–6     |
| Fortec Motorsports                                | Dallara F312 Mercedes-Benz/HWA | 32  | Félix Serrallés        | 1–2, 5–6, 10 |
| Fortec Motorsports                                | Dallara F312 Mercedes-Benz/HWA | 33  | Alex Lynn              | 1–2, 5–6, 10 |
| Fortec Motorsports                                | Dallara F312 Mercedes-Benz/HWA | 38  | Pipo Derani            | 2, 5–6, 10   |
| Double R Racing                                   | Dallara F312 Mercedes-Benz/HWA | 35  | Geoff Uhrhane          | 2–3, 5–6     |
| Double R Racing                                   | Dallara F312 Mercedes-Benz/HWA | 36  | Fahmi Ilyas            | 2–3, 5–6     |
| Double R Racing                                   | Dallara F309 Honda/Mugen       | 37  | Duvashen Padayachee    | 2, 5–6       |
| ThreeBond with T-Sport                            | Dallara F312 Nissan/ThreeBond  | 41  | Nick McBride           | 2, 5–6       |
| ThreeBond with T-Sport                            | Dallara F311 Honda/Mugen       | 42  | Spike Goddard          | 2, 5–7       |
| ThreeBond with T-Sport                            | Dallara F312 Nissan/ThreeBond  | 43  | Alexander Sims         | 7            |
| ThreeBond with T-Sport                            | Dallara F311 Honda/Mugen       | 44  | Pedro Pablo Calbimonte | 6            |
| CF Racing                                         | Dallara F311 Honda/Mugen       | 43  | Adderly Fong           | 6            |
| Van Amersfoort Racing                             | Dallara F312 Volkswagen/Spiess | 50  | Lucas Auer             | 10           |
| Van Amersfoort Racing                             | Dallara F312 Volkswagen/Spiess | 51  | Dennis van de Laar     | 10           |

## Calendrier de la saison 2012
Le calendrier 2012 est présenté pour la première fois le 15 mars 2012. Il est constitué de toutes les épreuves de la F3 Euro Series (en lever de rideau du DTM), ajouté à trois épreuves du championnat Britannique, en comptant l'épreuve du Norisring qui est disputée par les deux championnats (britannique et Euro Series) tout en conservant les règles du championnat hôte (l'Euro Serie).
Le calendrier comporte aussi des épreuves particulières, telles que le 71e Grand Prix de Pau et la course de Spa-Francorchamps en lever de rideau des 24 Heures de Spa.
Les Masters de Zandvoort et le Grand Prix de Macao (ce dernier étant disputé hors-Europe) ne figurent pas dans le calendrier du championnat, en revanche, la plupart des pilotes du championnat européen y participent.
| Manche | Manche | Date         | Événement            | Champ. | Circuit                      | Lieu          | Pays        |
| ------ | ------ | ------------ | -------------------- | ------ | ---------------------------- | ------------- | ----------- |
| 1      | C1     | 28 avril     | DTM Hockenheim I     | ES     | Circuit d'Hockenheim         | Hockenheim    | Allemagne   |
| 1      | C2     | 29 avril     | DTM Hockenheim I     | ES     | Circuit d'Hockenheim         | Hockenheim    | Allemagne   |
| 2      | C1     | 12 mai       | Grand Prix de Pau    | GB     | Circuit de Pau-Ville         | Pau           | France      |
| 2      | GP     | 13 mai       | Grand Prix de Pau    | GB     | Circuit de Pau-Ville         | Pau           | France      |
| 3      | C1     | 19 mai       | DTM Brands Hatch     | ES     | Brands-Hatch Indy Circuit    | Longfield     | Royaume-Uni |
| 3      | C2     | 20 mai       | DTM Brands Hatch     | ES     | Brands-Hatch Indy Circuit    | Longfield     | Royaume-Uni |
| 4      | C1     | 2 juin       | DTM Spielberg        | ES     | Red Bull Ring                | Spielberg     | Autriche    |
| 4      | C2     | 3 juin       | DTM Spielberg        | ES     | Red Bull Ring                | Spielberg     | Autriche    |
| 5      | C1     | 30 juin      | DTM Norisring        | ES GB  | Norisring                    | Nuremberg     | Allemagne   |
| 5      | C2     | 1er juillet  | DTM Norisring        | ES GB  | Norisring                    | Nuremberg     | Allemagne   |
| 6      | C1     | 26 juillet   | BES 24 Heures de Spa | GB     | Circuit de Spa-Francorchamps | Francorchamps | Belgique    |
| 6      | C2     | 27 juillet   | BES 24 Heures de Spa | GB     | Circuit de Spa-Francorchamps | Francorchamps | Belgique    |
| 7      | C1     | 18 août      | DTM Nürburgring      | ES     | Nürburgring GP-short circuit | Nürburg       | Allemagne   |
| 7      | C2     | 19 août      | DTM Nürburgring      | ES     | Nürburgring GP-short circuit | Nürburg       | Allemagne   |
| 8      | C1     | 25 août      | DTM Zandvoort        | ES     | Circuit de Zandvoort         | Zandvoort     | Pays-Bas    |
| 8      | C2     | 26 août      | DTM Zandvoort        | ES     | Circuit de Zandvoort         | Zandvoort     | Pays-Bas    |
| 9      | C1     | 29 septembre | DTM Valencia         | ES     | Circuit de Valence           | Cheste        | Espagne     |
| 9      | C2     | 30 septembre | DTM Valencia         | ES     | Circuit de Valence           | Cheste        | Espagne     |
| 10     | C1     | 20 octobre   | DTM Hockenheim II    | ES     | Circuit d'Hockenheim         | Hockenheim    | Allemagne   |
| 10     | C2     | 21 octobre   | DTM Hockenheim II    | ES     | Circuit d'Hockenheim         | Hockenheim    | Allemagne   |

| Icône | Championnat jumelé                          |
| ----- | ------------------------------------------- |
| ES    | Formule 3 Euro Series                       |
| GB    | Championnat de Grande-Bretagne de Formule 3 |

Courses hors championnat
| Manche | Date        | Événement                        | Circuit              | Lieu      | Pays         |
| ------ | ----------- | -------------------------------- | -------------------- | --------- | ------------ |
| HC     | 15 juillet  | Masters de Formule 3             | Circuit de Zandvoort | Zandvoort | Pays-Bas     |
| HC     | 18 novembre | Grand Prix de Macao de Formule 3 | Circuit de Guia      | Macao     | Macao, Chine |

## Déroulement de la saison et faits marquants du championnat

### Manches d'Hockenheim
La manche d'ouverture du championnat 2012 est disputée le samedi matin sur le circuit d'Hockenheim, dans le cadre du DTM.
En partant troisième sur la grille, Daniel Juncadella a dû défendre sa position dans les premiers tours pendant que le poleman Carlos Sainz Jr. essaye de résister aux attaques de Felix Rosenqvist. Dès le deuxième tour, Juncadella dépasse Sainz Jr. et se lance à la poursuite de Rosenqvist, qu'il finit par doubler trois tours plus tard en freinant tard dans le virage de la Mercedes Arena.
Derrière, Sainz finit par dépasser Rosenqvist et commence à revenir sur son compatriote Juncadella, mais ce dernier finit par s'échapper et Juncadella finit la course en tête, terminant les 25 tours de course à 3,5 secondes de Sainz Jr.
Cette victoire de Juncadella est la sixième de la carrière de l'Espagnol en Formule 3 Euro Series et également la première victoire espagnole d'une manche de Championnat d'Europe qui fait son grand retour après 28 années d'absences
La troisième course du week-end, deuxième course comptant pour le championnat voit le classement du Top-3 inchangé par rapport à celui de la course 1.

### Grand Prix de Pau

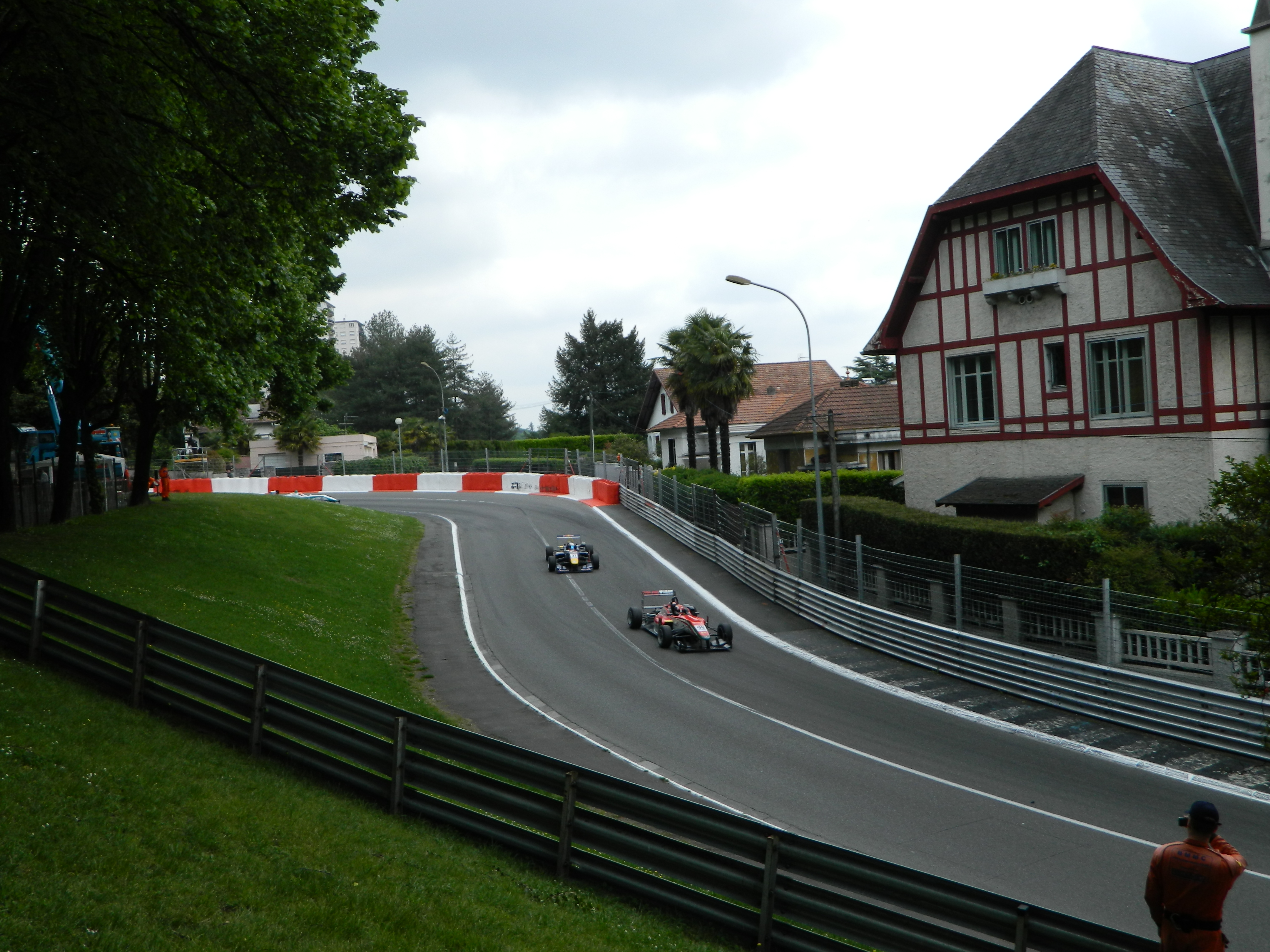
Raffaele Marciello, ici devant Carlos Sainz Jr., remporte les deux courses du Grand Prix automobile de Pau 2012.

Auteur de la pole position, Raffaele Marciello s’impose lors de la première course de Formule 3 du week-end après avoir fait cavalier seul du départ à l’arrivée et signé au passage le meilleur tour en course.
Le pilote italien de l’écurie Prema Powerteam a pris un excellent départ qui lui a permis de contenir son équiper Daniel Juncadella. Puis, il a peu à peu creusé l’écart pour finalement franchir la ligne d’arrivée en vainqueur avec 6 s 734 d’avance sur le Malaisien Jazeman Jaafar et 8 s 057 sur le Britannique Alex Lynn.
Un accrochage, survenu dans le neuvième tour dans l'épingle du Lycée, a vu Daniel Juncadella et Pascal Wehrlein perdre respectivement la seconde et troisième place du classement.
Carlos Sainz Jr. (leader du championnat britannique), parti de la huitième place sur la grille, se classe finalement sixième sans avoir été en mesure de dépasser le Britannique Jack Harvey.
Lors de la deuxième course, Marciello a conservé l'avantage de sa pole position au départ devant Sainz Jr, Jaafar et Juncadella. L'Italien a ensuite creusé rapidement l'écart au rythme de six dixièmes au tour, laissant à bonne distance ses poursuivants se disputer les accessits. À mi-course, le pilote de Prema Powerteam compte onze secondes d'avance et continue à accroître son avantage devant Sainz.
Juste derrière, Jaafar rencontre de plus en plus de difficulté à contenir Juncadella. Mais le Malaisien réussit à conserver la troisième place jusqu'à l'arrivée. En tête depuis le départ, auteur des deux poles, des deux meilleurs tours en course, et vainqueur de la première course du week-end, Marciello franchit la ligne d'arrivée les poings levés.
Il remporte le 71e Grand Prix de Pau et succède à ses compatriotes tels que Tazio Nuvolari ou encore Alberto Ascari.

### Manches du Nürburgring
Lors de la première course, dès le premier virage, Daniel Juncadella a défendu avec succès sa pole position contre Felix Rosenqvist (Mücke Motorsport) et Sven Müller. le rookie Müller passe devant Pascal Wehrlein et Felix Rosenqvist. Cet ordre est resté inchangé jusqu'au drapeau à damier après 29 tours.
La deuxième manche du week-end est très disputée et un accident se produit dès les premiers mètres entre Daniel Juncadella et Felix Rosenqvist qui entrent en collision. Ensuite, Raffaele Marciello, Sven Müller et Andrea Roda sont contraints à l'abandon. Pour avoir provoqué la collision, Juncadella écope d'un drive-through à l'avantage de Pascal Wehrlein qui s'impose pour la première fois en F3 Euro Series et en F3 Européenne sur ses terres.

### Finale d'Hockenheim
Lors de la première course du dernier meeting, disputée à Hockenheim, l'abandon de Daniel Juncadella relance le suspens dans la lutte pour le titre. En effet, avant les deux dernières courses, l'Espagnol de l'équipe Prema Powerteam ne possède plus que 17 points d'avance sur Pascal Wehrlein (Mücke), et 21,5 sur son équipier Raffaele Marciello, avec un maximum de 35 points encore à gagner.
En lutte pour la première place avec Felix Rosenqvist (Mücke Motorsport), Juncadella voit son moteur Mercedes faiblir, laissant filer vers la victoire le Suédois. À l'arrivée, ce dernier devance de 5 s 658 son compagnon d'écurie Pascal Wehrlein, qui empoche le titre de meilleur rookie, et Raffaele Marciello de 8 s 551. Le Top-5 est complété par Tom Blomqvist (Ma-con Motorsport) et Sven Müller (Prema Powerteam).
Felix Rosenqvist décroche sa seconde victoire du week-end. Après son premier succès en Course 1, le Suédois conserve l'avantage de sa pole en résistant à l'attaque de Daniel Juncadella au départ et mène la course en tête pour s'offrir une nouvelle première place. Le Mücke Motorsport signe un nouveau doublé avec la deuxième place de Pascal Wehrlein venu à bout du leader du Championnat au septième tour. Alex Lynn (Fortec Motorsport) complète le podium après avoir également pris l'avantage sur le pilote hispanique, mais les points de la troisième place reviennent à ce dernier, le Britannique n'étant pas éligible pour les points.
Daniel Juncadella décroche les deux titres en F3 Euro Series et en Championnat d'Europe au terme d'un week-end compliqué pour le pilote Prema Powerteam. Après avoir souffert de graves problèmes mécaniques lors des courses du samedi, l'Espagnol sécurise une quatrième place lui permettant d'assurer les sacres. Cette réussite lui permet d'accéder à un test en Formule 1 avec la Scuderia Ferrari ainsi de l'essai en F2 offert aux trois premiers du Championnat européen. Le pilote hispanique devance ainsi de 23,5 points Raffaele Marciello au championnat européen.

## Résultats
| Manche | Manche | Meeting                       | Pole position      | Meilleur tour        | Pilote vainqueur     | Équipe gagnante      |
| ------ | ------ | ----------------------------- | ------------------ | -------------------- | -------------------- | -------------------- |
| 1      | C1     | DTM Hockenheim                | Carlos Sainz Jr.   | Daniel Juncadella    | Daniel Juncadella    | Prema Powerteam      |
| 1      | C2     | DTM Hockenheim                | Carlos Sainz Jr.   | Carlos Sainz Jr.     | Daniel Juncadella    | Prema Powerteam      |
| 2      | C1     | Grand Prix de Pau (Résultats) | Raffaele Marciello | Raffaele Marciello   | Raffaele Marciello   | Prema Powerteam      |
| 2      | GP     | Grand Prix de Pau (Résultats) | Raffaele Marciello | Raffaele Marciello   | Raffaele Marciello   | Prema Powerteam      |
| 3      | C1     | DTM Brands Hatch              | Daniel Juncadella  | Raffaele Marciello   | Raffaele Marciello   | Prema Powerteam      |
| 3      | C2     | DTM Brands Hatch              | Daniel Juncadella  | Raffaele Marciello   | Raffaele Marciello   | Prema Powerteam      |
| 4      | C1     | DTM Spielberg                 | William Buller     | Raffaele Marciello   | Raffaele Marciello   | Prema Powerteam      |
| 4      | C2     | DTM Spielberg                 | Felix Rosenqvist   | Daniel Juncadella    | Daniel Juncadella    | Prema Powerteam      |
| 5      | C1     | DTM Norisring                 | Raffaele Marciello | Raffaele Marciello   | Pas de vainqueur (*) | Pas de vainqueur (*) |
| 5      | C2     | DTM Norisring                 | Pascal Wehrlein    | Hannes van Asseldonk | Raffaele Marciello   | Prema Powerteam      |
| 6      | C1     | BES 24 Heures de Spa          | Felix Serralles    | Felix Serralles      | Felix Serralles      | Fortec Motorsport    |
| 6      | C2     | BES 24 Heures de Spa          | Felix Serralles    | Carlos Sainz Jr.     | Carlos Sainz Jr.     | Carlin               |
| 7      | C1     | DTM Nurburgring               | Daniel Juncadella  | Daniel Juncadella    | Daniel Juncadella    | Prema Powerteam      |
| 7      | C2     | DTM Nurburgring               | Daniel Juncadella  | Alexander Sims       | Pascal Wehrlein      | Mücke Motorsport     |
| 8      | C1     | DTM Zandvoort                 | Sven Müller        | Felix Rosenqvist     | Felix Rosenqvist     | Mücke Motorsport     |
| 8      | C2     | DTM Zandvoort                 | Sven Müller        | Daniel Juncadella    | Daniel Juncadella    | Prema Powerteam      |
| 9      | C1     | DTM Valencia                  | Raffaele Marciello | Daniel Juncadella    | Raffaele Marciello   | Prema Powerteam      |
| 9      | C2     | DTM Valencia                  | Daniel Juncadella  | Felix Rosenqvist     | Felix Rosenqvist     | Mücke Motorsport     |
| 10     | C1     | DTM Hockenheim II             | Felix Rosenqvist   | Felix Rosenqvist     | Felix Rosenqvist     | Mücke Motorsport     |
| 10     | C2     | DTM Hockenheim II             | Felix Rosenqvist   | Pascal Wehrlein      | Felix Rosenqvist     | Mücke Motorsport     |

(*) À la suite de la disqualification de Daniel Juncadella, la victoire n'a finalement pas été attribuée au second.
Courses hors championnat
| Manche | Meeting                          | Pole position     | Meilleur tour     | Pilote vainqueur  | Équipe gagnante | Résultats |
| ------ | -------------------------------- | ----------------- | ----------------- | ----------------- | --------------- | --------- |
| HC     | Masters de Formule 3             | Daniel Juncadella | Daniel Juncadella | Daniel Juncadella | Prema Powerteam | Résultats |
| HC     | Grand Prix de Macao de Formule 3 |                   |                   |                   |                 | Résultats |

## Classement
| Pos.                                  | Pilote                 | HOC | HOC | PAU | PAU | BRH | BRH | RBR | RBR | NOR | NOR | SPA | SPA | NÜR | NÜR | ZAN | ZAN | VAL | VAL | HOC | HOC | Pts   |
| ------------------------------------- | ---------------------- | --- | --- | --- | --- | --- | --- | --- | --- | --- | --- | --- | --- | --- | --- | --- | --- | --- | --- | --- | --- | ----- |
| 1                                     | Daniel Juncadella      | 1   | 1   | Ret | 4   | 2   | 8   | 7   | 1   | DSQ | 2   | 2   | 8   | 1   | DSQ | 6   | 1   | 2   | 2   | 13  | 4   | 252   |
| 2                                     | Raffaele Marciello     | 6   | 17  | 1   | 1   | 1   | 1   | 1   | 8   | 22  | 1   | 11  | 14  | 6   | Ret | 4   | Ret | 1   | 3   | 3   | 8   | 228,5 |
| 3                                     | Felix Rosenqvist       | 3   | 3   | 4   | 6   | 7   | Ret | 9   | 11  | 6   | 14  | 9   | Ret | 4   | Ret | 1   | 4   | 13  | 1   | 1   | 1   | 192   |
| 4                                     | Pascal Wehrlein        | Ret | 8   | Ret | 9   | 5   | 5   | 2   | 4   | 7   | Ret | 14  | 12  | 3   | 1   | 7   | 3   | 5   | 4   | 2   | 2   | 179   |
| 5                                     | Carlos Sainz Jr.       | 2   | 2   | 6   | 2   | 4   | 4   | 16  | 5   | Ret | 19  | 3   | 1   | 7   | 10  | 11  | 5   | Ret | 6   | Ret | 11  | 161   |
| 6                                     | William Buller         | 4   | 6   |     |     | 15  | 2   | 8   | 2   | 2   | 18  |     |     | 10  | 2   | 8   | 2   | 6   | 9   | 6   | Ret | 137   |
| 7                                     | Tom Blomqvist          | 7   | 11  | 13  | 21  | 10  | 7   | 5   | 7   | 10  | 7   | 10  | 2   | 9   | 5   | 5   | Ret | 3   | 5   | 4   | 7   | 117   |
| 8                                     | Sven Müller            | 15  | 5   | 12  | 10  | 6   | 10  | 4   | 3   | 9   | 11  | 12  | Ret | 2   | Ret | 2   | Ret | 7   | 13  | 5   | 6   | 109   |
| 9                                     | Michael Lewis          | 9   | Ret | 10  | 11  | 3   | 3   | 6   | 6   | Ret | 8   | 7   | 5   | 15  | 6   | 3   | Ret | 8   | 8   | 9   | 10  | 101   |
| 10                                    | Emil Bernstorff        | 11  | 12  | Ret | 13  | 11  | 9   | 11  | 14  | 3   | 4   | 17  | 10  | 11  | 4   | 9   | 6   | 4   | 7   | 11  | 9   | 66    |
| 11                                    | Lucas Wolf             | 8   | 15  |     |     | Ret | 13  | 13  | 12  | Ret | 22  | 20  | 13  | 12  | 8   | 10  | 7   | 11  | 12  | 8   | 15  | 19    |
| 12                                    | Andrea Roda            | Ret | 14  | 19  | Ret | 14  | 11  | 10  | Ret | 16  | 13  | 19  | 16  | 13  | Ret | 13  | 8   | 9   | 10  | 12  | 13  | 8     |
| 13                                    | Luís Sá Silva          | 13  | 13  |     |     | DNS | DNS | 12  | Ret | 15  | 16  | 26  | 20  | 14  | 7   | 14  | Ret | 10  | 14  | Ret | 12  | 7     |
| 14                                    | Philip Ellis           | 14  | 16  |     |     |     |     | 14  | 13  | Ret | Ret |     |     |     |     |     |     |     |     |     |     | 0     |
| Engagés non-inscrits aux championnats |                        |     |     |     |     |     |     |     |     |     |     |     |     |     |     |     |     |     |     |     |     |       |
|                                       | Félix Serrallés        | Ret | 9   | 8   | 19  |     |     |     |     | 5   | 3   | 1   | 3   |     |     |     |     |     |     | 16  | 5   | 0     |
|                                       | Jazeman Jaafar         |     |     | 2   | 3   | 8   | Ret | 3   | 10  | 18  | Ret | 5   | 4   | 5   | 3   |     |     |     |     |     |     | 0     |
|                                       | Alex Lynn              | 10  | 4   | 3   | 7   |     |     |     |     | 19  | 9   | 6   | 5   |     |     |     |     |     |     | Ret | 3   | 0     |
|                                       | Jack Harvey            |     |     | 5   | 8   |     |     |     |     | 14  | Ret | 4   | 6   |     |     |     |     |     |     |     |     | 0     |
|                                       | Pietro Fantin          |     |     | 14  | 12  |     |     |     |     | 4   | 6   | 16  | 19  |     |     |     |     |     |     |     |     | 0     |
|                                       | Hannes van Asseldonk   | 5   | 7   | 11  | Ret |     |     |     |     | 20  | 5   | 23  | 18  |     |     |     |     |     |     |     |     | 0     |
|                                       | Pipo Derani            |     |     | Ret | 5   |     |     |     |     | Ret | 21  | 8   | 7   |     |     |     |     |     |     | 10  | Ret | 0     |
|                                       | Harry Tincknell        |     |     | 7   | Ret | Ret | 6   |     |     | 8   | 10  | 13  | 9   |     |     |     |     |     |     |     |     | 0     |
|                                       | Lucas Auer             |     |     |     |     |     |     |     |     |     |     |     |     |     |     |     |     |     |     | 7   | Ret | 0     |
|                                       | Alexander Sims         |     |     |     |     |     |     |     |     |     |     |     |     | 8   | 12  |     |     |     |     |     |     | 0     |
|                                       | Sandro Zeller          | 12  | 10  | 18  | 16  | 13  | 14  | 15  | 9   | 11  | 23  | 22  | 25  | 16  | 9   | 12  | 9   | 13  | 11  | 15  | 14  | 0     |
|                                       | Fahmi Ilyas            |     |     | 9   | 15  | 9   | 15  |     |     | Ret | 12  | 21  | 21  |     |     |     |     |     |     |     |     | 0     |
|                                       | Spike Goddard          |     |     | 17  | 20  |     |     |     |     | 17  | 17  | 28  | 24  | 17  | 11  |     |     |     |     |     |     | 0     |
|                                       | Geoff Uhrhane          |     |     | 16  | 18  | 12  | 12  |     |     | 12  | Ret | 15  | Ret |     |     |     |     |     |     |     |     | 0     |
|                                       | Nick McBride           |     |     | 15  | 14  |     |     |     |     | 13  | 15  | 18  | 15  |     |     |     |     |     |     |     |     | 0     |
|                                       | Dennis van de Laar     |     |     |     |     |     |     |     |     |     |     |     |     |     |     |     |     |     |     | 14  | 16  | 0     |
|                                       | Duvashen Padayachee    |     |     | DNS | 17  |     |     |     |     | 21  | 20  | 25  | 24  |     |     |     |     |     |     |     |     | 0     |
|                                       | Adderly Fong           |     |     |     |     |     |     |     |     |     |     | 27  | 17  |     |     |     |     |     |     |     |     | 0     |
|                                       | Richard Bradley        |     |     |     |     |     |     |     |     |     |     | 21  | Ret |     |     |     |     |     |     |     |     | 0     |
|                                       | Pedro Pablo Calbimonte |     |     |     |     |     |     |     |     |     |     | 29  | 22  |     |     |     |     |     |     |     |     | 0     |
|                                       | Felipe Nasr            |     |     |     |     |     |     |     |     |     |     |     |     |     |     |     |     |     |     | Ret | DNS | 0     |

Note : « Ret » indique un abandon et « DNS » une non-participation. « DSQ » indique une disqualification.